# Əcəmi
Əcəmi è un comune dell'Azerbaigian situato nel distretto di Yevlax. Conta una popolazione di 378 abitanti.